# Museo de historia natural y ciencia de Kuwait
El Museo de historia natural y ciencia de Kuwait es un museo de historia natural en Safat, en la ciudad de Kuwait, en el país asiático de Kuwait. Se sitúa específicamente en la calle Abdullah Mubarak. El museo explora el progreso tecnológico y científico del país y contiene artefactos y demostraciones notables de la industria petrolera en Kuwait, que está entre las más grandes del mundo.
El museo está organizado en los siguientes departamentos: 
- Departamento de Historia Natural
- Departamento de Ciencia Espacial
- El Planetario
- Departamento de Electrónica
- Departamento de Maquinaria
- Departamento de Zoología
- Departamento de Aviación
- Un salón de Salud